# Aeham Ahmad
Aeham Ahmad (Yarmouk, 1988) è un pianista siriano palestinese, noto a livello internazionale nel 2014-2015 per le sue esibizioni pubbliche nel campo profughi di Jarmuk durante la guerra civile in Siria, che gli sono valse il soprannome di pianista di Yarmouk.

## Biografia
Tra il 2013 e il 2015 durante la guerra civile siriana, Ahmad trasportava il suo pianoforte su un rimorchio o pick-up e si esibiva in strade e luoghi pubblici. I video di queste sue esibizioni, sono stati condivisi e ripresi sui social media, diventando virale a livello internazionale. Le canzoni erano orecchiabili e cercavano di diffondere speranza e infondere un desiderio di sopravvivenza, la performance era un atto comunitario aperto a tutti, partecipavano anche numerosi bambini.

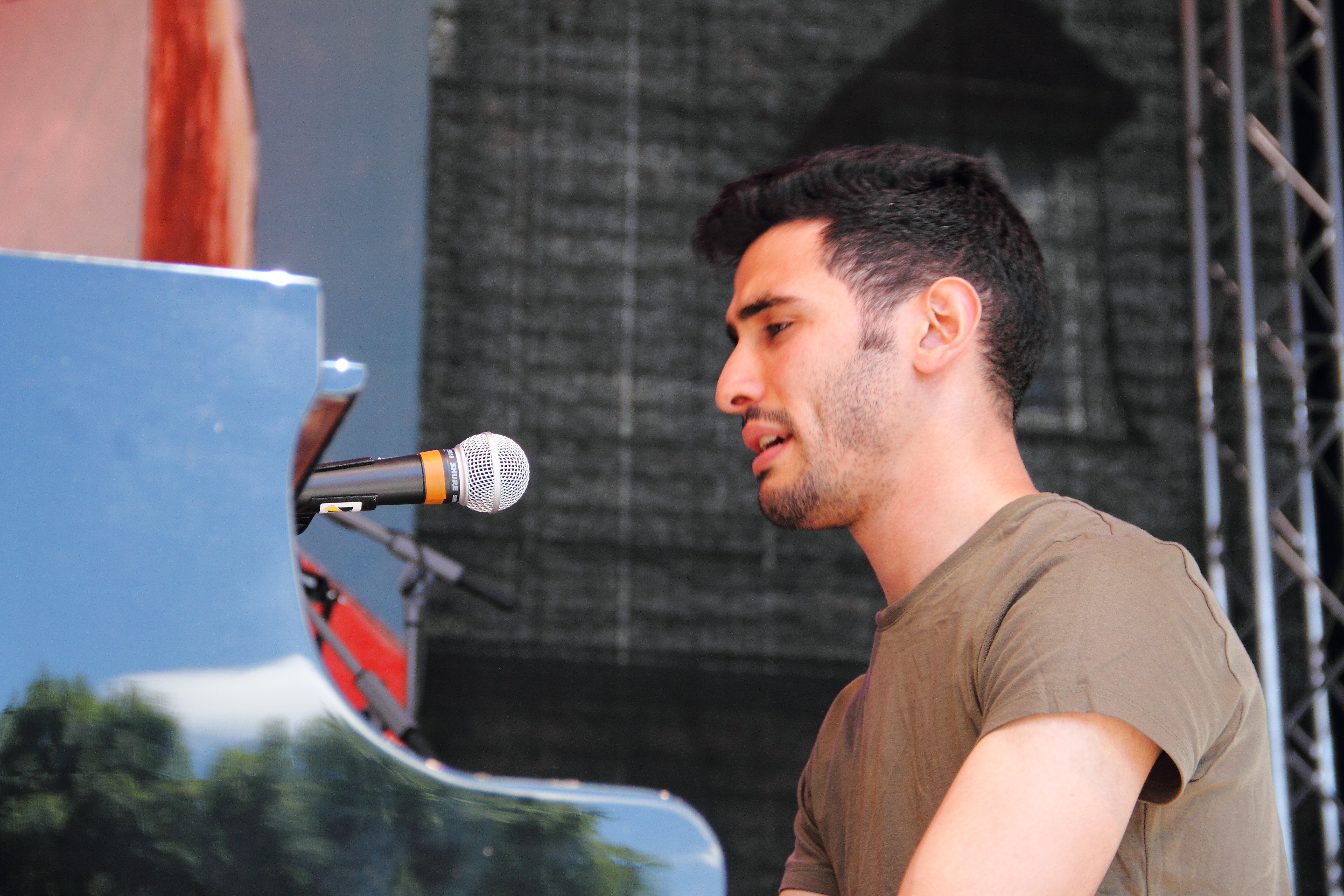
Ahmad al Rudolstadt-Festival 2018

Dopo che il campo profughi è stato occupato dai combattenti dello Stato islamico nell'aprile 2015, durante un controllo essi hanno distrutto il suo piano. Dopo ciò, ha deciso di lasciare la Siria. Il 2 agosto è fuggito da Jarmuk e si è rifugiato in Germania attraverso Izmir, l'isola di Lesbo e seguendo la rotta dei Balcani, arrivando in terra tedesca nel settembre 2015, dove inizialmente ha vissuto in un centro d'accoglienza dell'Assia a Kirchheim.
Nel 2015 ha ricevuto il Premio internazionale Beethoven per i diritti umani, la pace, la libertà. A ottobre 2015 partecipa a un concerto per i rifugiati e volontari a Monaco di Baviera e un concerto di beneficenza per aiutare i rifugiati di Bochum insieme alla Bochum Symphony.
Dal 2017 suona con nel trio Edgar Knecht, composto da Edgar Knecht (pianoforte), Rolf Denecke (contrabbasso) e Tobias Schulte (batteria). Insieme hanno pubblicato  l'album Keys to Friendship pubblicato nel 2017, il quale è composto da brani che sono interpretazioni di canzoni popolari tedesche e arabe in arrangiamenti jazz. Nel 2017 hanno vinto il Creole - Global Music Contest.
A febbraio 2020 si è esibito durante la 70ª edizione del festival di Sanremo con un duetto insieme a Elodie.

## Discografia

### Album in studio
- 2017 – Yarmouk Music For Hope
- 2018 – Aeham Ahmad Meets Edgar Knecht – Keys For Friendship
- 2019 – Aeham Ahmad & Friends

## Opere
- Aeham Ahmad: Und die Vögel werden singen. Ich, der Pianist aus den Trümmern. S. Fischer, Frankfurt am Main 2017, ISBN 978-3-10-397317-4.